# Aphodius fimetarius
Aphodius fimetarius (лат.) — вид пластинчатоусых жуков из подсемейства афодиин. Обитают в навозе. Наносят вред культурным шампиньонам.
Имаго длиной 5,5—6,5 мм. Брюшко и ноги чёрные, лапки иногда рыжие. Мелкие особи иногда жёлто-рыжие с буроватыми переднеспинкой и низом. Жуки характеризуются следующими признаками: 1) первый членик задних лапок такой же длины как три последующих вместе взятых и длиннее задних голеней; 2) задние углы переднеспинки сильно закруглённые

## Синонимы
В синонимику вида входят следующие биномены:
- Scarabaeus fimetarius Linnaeus, 1758basionym
- Scarabaeus bicolor Geoffroy in Fourcroy, 1785
- Aphodius fimetivorus Gistel, 1857